# Tamara Abalde
Tamara Abalde Díaz (Ferrol, 6 febbraio 1989) è un'ex cestista spagnola.
Ha un fratello minore, Alberto, anch'egli cestista.

## Carriera
Con la Spagna ha disputato due edizioni dei Giochi olimpici (Pechino 2008, Tokyo 2020) e due dei Campionati europei (2009, 2019). A febbraio 2023 annuncia il suo ritiro.